# Fenilitio
El fenilitio es un agente organometálico de fórmula empírica C6H5Li. Se utiliza sobre todo como agente metalizante en síntesis orgánicas y como sustituto de los reactivos de Grignard para introducir grupos fenilo en síntesis orgánicas. El fenilitio cristalino es incoloro; sin embargo, las soluciones de fenilitio presentan varios tonos de marrón o rojo dependiendo del disolvente utilizado y de las impurezas presentes en el soluto.

## Preparación
El fenilitio se produjo por primera vez mediante la reacción del litio metálico con el difenilmercurio:
   (C6Η5)2Ηg + 2Li → 2C6Η5Li + Ηg
La reacción de un haluro de fenilo con metal de litio produce fenilitio:
   X-Ph + 2Li → Ph-Li + LiX
El fenilitio también puede sintetizarse con una reacción de intercambio metal-halógeno:
   n-BuLi + X-Ph → n-BuX + Ph-Li
El método predominante para producir fenilitio en la actualidad son las dos últimas síntesis. 

## Reacciones
El uso principal del PhLi es facilitar la formación de enlaces carbono-carbono mediante reacciones nucleofílicas de adición y sustitución:
   PhLi + R2C=O → PhR2COLi
La 2-fenilpiridina se prepara mediante la reacción del fenilitio con la piridina, un proceso que conlleva una vía de adición-eliminación:
   C6H5Li + C5H5N → C6H5-C5H4N + LiH

## Estructura y propiedades

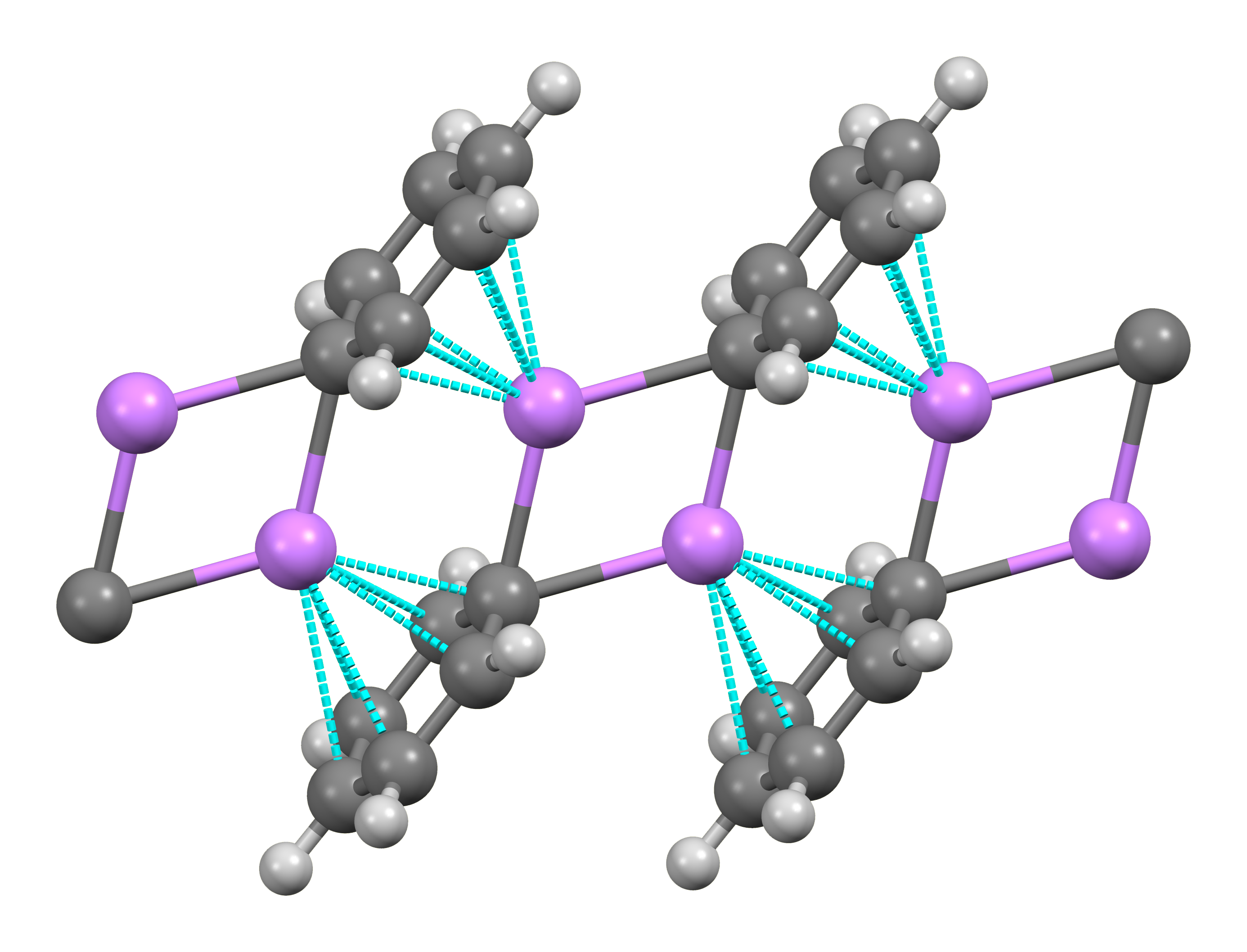
Estructura de la "escalera" cristalina del fenilitio sin resolver

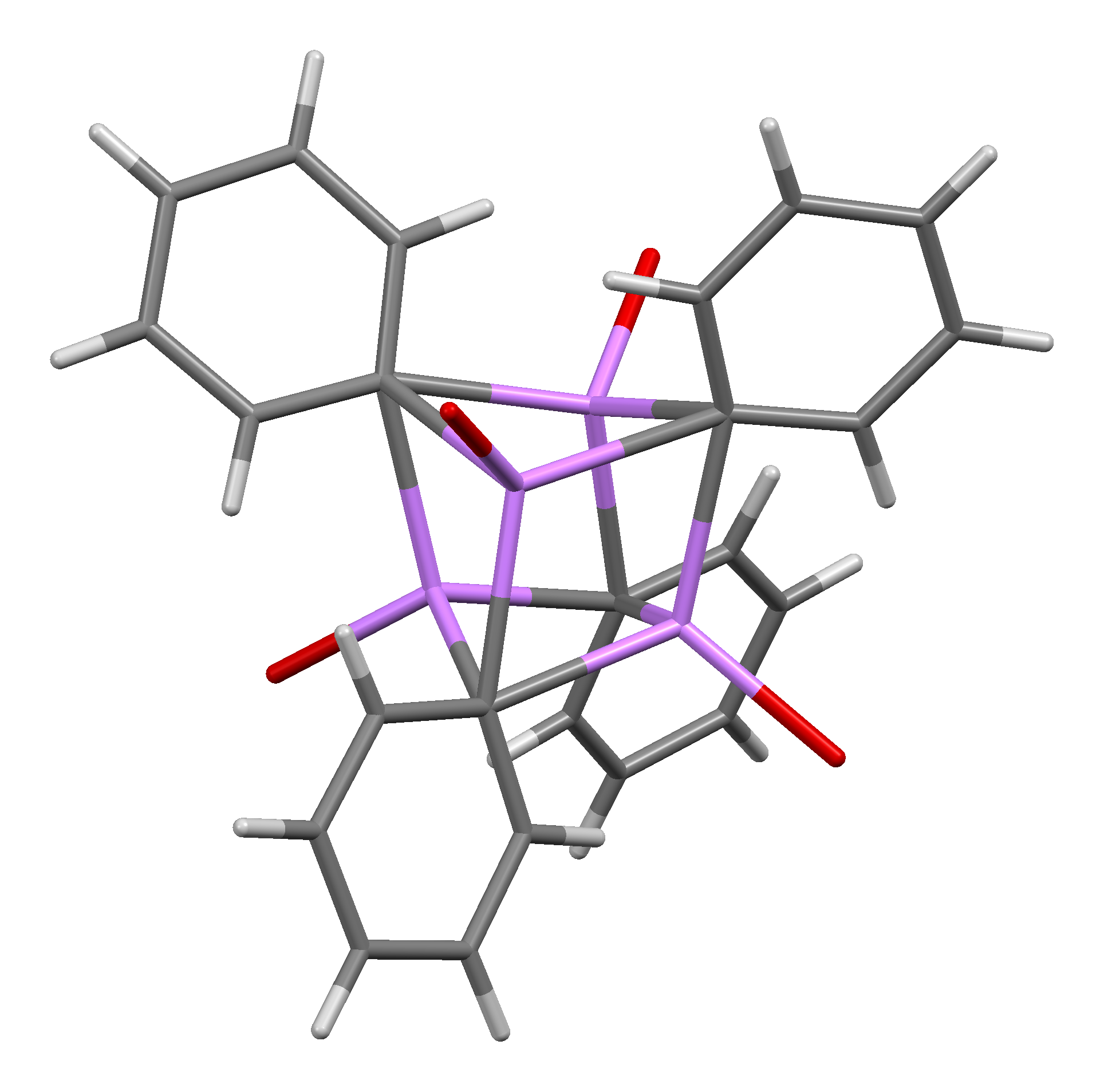
Estructura (grupos etilo omitidos para mayor claridad) de un cristal de tetrámero de éter de fenilitio

El fenilitio es un compuesto organolítico que forma cristales monoclínicos. El fenilitio sólido puede describirse como formado por subunidades diméricas Li2Ph2. Los átomos de Li y los carbonos ipso de los anillos de fenilo forman un anillo planar de cuatro miembros. El plano de los grupos fenilo es perpendicular al plano de este anillo Li2C2. Se produce un fuerte enlace intermolecular adicional entre estos dímeros de fenilitio y los electrones π de los grupos fenilo de los dímeros adyacentes, lo que da lugar a una estructura en escalera polimérica infinita. 
En solución, adopta diversas estructuras en función del disolvente orgánico. En tetrahidrofurano, se equilibra entre los estados monómero y dímero. En éter, como se comercializa habitualmente, el fenilitio existe como tetrámero. Cuatro átomos de Li y cuatro centros de carbono ipso ocupan vértices alternos de un cubo distorsionado. Los grupos fenilo se encuentran en las caras del tetraedro y se unen a tres de los átomos de Li más cercanos.
Las longitudes de enlace C-Li son de una media de 2,33 Å. Una molécula de éter se une a cada uno de los sitios de Li a través de su átomo de oxígeno. En presencia de LiBr, un subproducto de la reacción directa del litio con un haluro de fenilo, el complejo [(PhLi•Et2O)4] se convierte en [(PhLi•Et2O)3•LiBr]. El átomo de Li del LiBr ocupa uno de los sitios de litio en el cúmulo de tipo cubano y el átomo de Br se sitúa en un sitio de carbono adyacente.